# Bonellia viridis
Bonellia viridis är en djurart som tillhör fylumet skedmaskar, och som beskrevs av Rolando, L. 1821. Bonellia viridis ingår i släktet Bonellia och familjen Bonelliidae. Arten är reproducerande i Sverige. Inga underarter finns listade i Catalogue of Life.

## Bildgalleri

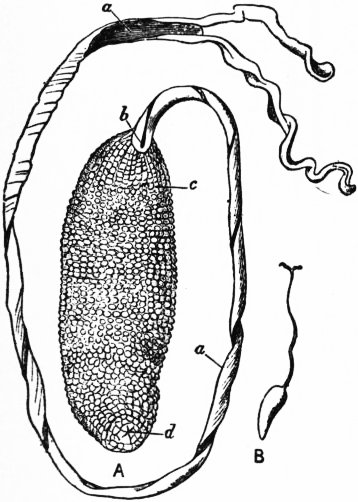
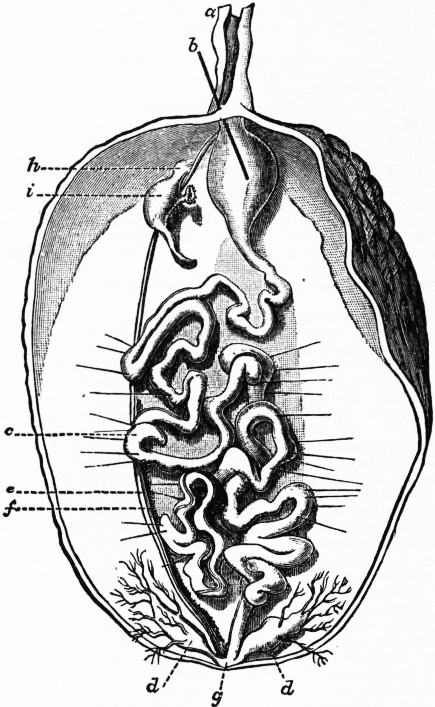
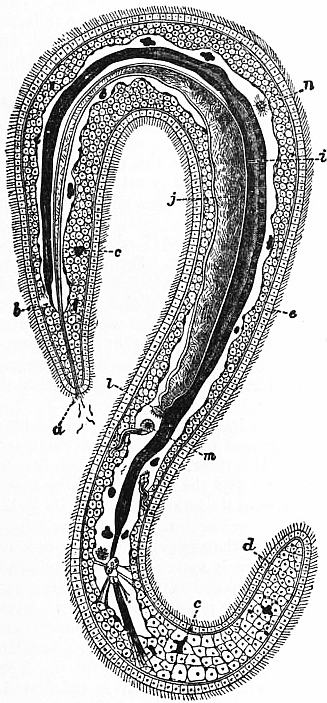
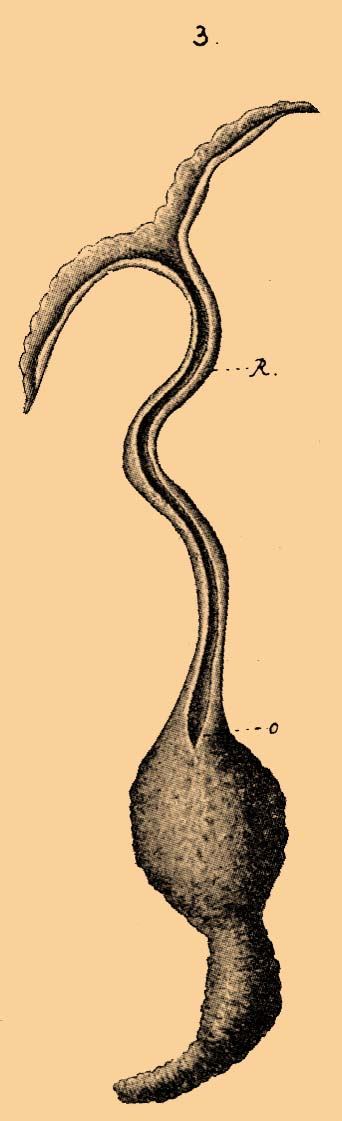
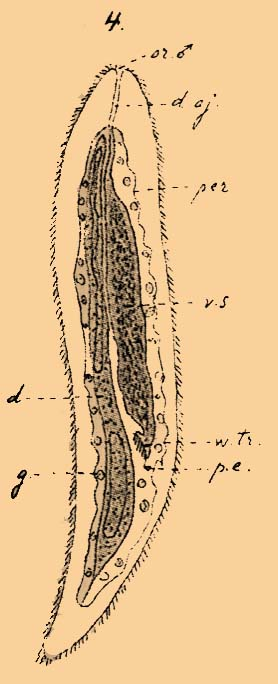